# Dmitri Galagot
Dmitri Galagot (* 11. Oktober 1992) ist ein moldauischer Amateurboxer.

## Werdegang
Er wurde 2009 Moldauischer Meister im Federgewicht, 2010 Moldauischer Meister im Leichtgewicht, sowie 2012, 2014, 2015 und 2016 Moldauischer Meister im Halbweltergewicht. 2019 wurde er Moldauischer Meister im Weltergewicht. Er nahm 2008 an den Kadetten-Europameisterschaften in Plowdiw, 2009 an den Jugend-Europameisterschaften in Stettin, sowie 2010 an den Jugend-Weltmeisterschaften in Baku teil, ohne jedoch die Medaillenränge zu erreichen. 
Bei den Weltmeisterschaften 2011 in Baku, unterlag er in der zweiten Vorrunde gegen den Serben Branimir Stanković. Bei den Universitäts-Weltmeisterschaften 2012 in Baku, verlor er im Halbfinale gegen den Russen Ruslan Urich und gewann damit eine Bronzemedaille im Halbweltergewicht. Bei den U22-Europameisterschaften 2012 in Kaliningrad, stieg er auf dem 5. Platz im Halbweltergewicht aus, nachdem er im Viertelfinale gegen den Russen Awak Uslijan ausgeschieden war.
Im Juni 2013 nahm er an den Europameisterschaften in Minsk teil, besiegte im Halbweltergewicht Ara Pulusjan aus Armenien, Gajbatulla Hajialijew aus Aserbaidschan und Artem Harutiunian aus Deutschland, ehe er erst im Finale gegen Armen Sakarjan aus Russland ausschied. Im Juli desselben Jahres gewann er Bronze bei der Sommer-Universiade in Kasan.
Im Oktober 2013 startete er bei den Weltmeisterschaften in Almaty, verlor im Achtelfinale gegen Evaldas Petrauskas und platzierte sich somit auf dem 9. Platz. Beim Chemiepokal 2014 in Deutschland gewann er Bronze. Einen weiteren dritten Platz erkämpfte er bei den EU-Meisterschaften in Bulgarien. Er schied dabei im Halbfinale gegen Vincenzo Mangiacapre aus.
Bei den Weltmeisterschaften 2015 in Doha verlor er in der Vorrunde gegen den Engländer Pat McCormack. Bei den EU-Meisterschaften 2018 in Spanien gewann er Bronze nach einer Niederlage im Halbfinale gegen Luke McCormack.